# Mont Edziza
Le mont Edziza, en anglais : Edziza Mount, est un stratovolcan de Colombie-Britannique, au Canada. Il fait partie du complexe volcanique du mont Edziza auquel il donne le nom et culmine à 2 786 mètres d'altitude.
Le sommet est constitué par une caldeira remplie de glace et large de près de deux kilomètres. Les trois principaux pics autour de cette caldeira se trouvent au sud-ouest, au sud-est et au nord.
Le mont Edziza est le plus haut volcan du Canada avec ses 2 780 mètres d'altitude. Le mont Silverthrone culmine à 2 864 mètres mais il n'a pas pu être déterminé avec certitude que son sommet était effectivement volcanique du fait qu'il est recouvert de neige et de glace. Le mont Edziza est donc le plus haut volcan confirmé en tant que tel.

## Histoire
Il y a dix mille ans, le peuple Tahltan se servait déjà de l'obsidienne du mont Edziza pour fabriquer des armes et des outils. Il s'agit de la principale source d'approvisionnement de cette pierre dure et tranchante qui était utilisée jusqu'en Alaska.
Plus récemment, la zone du volcan est protégée dans la Mount Edziza Provincial Park and Recreation Area (en) afin de préserver les trésors volcaniques et culturels du Nord de la Colombie-Britannique. Elle comprend plus de 2 300 kilomètres carrés du plateau Tahltan. Il n'existe aucun accès pour les véhicules dans le parc, et il n'y a que très peu d'infrastructures d'accueil.

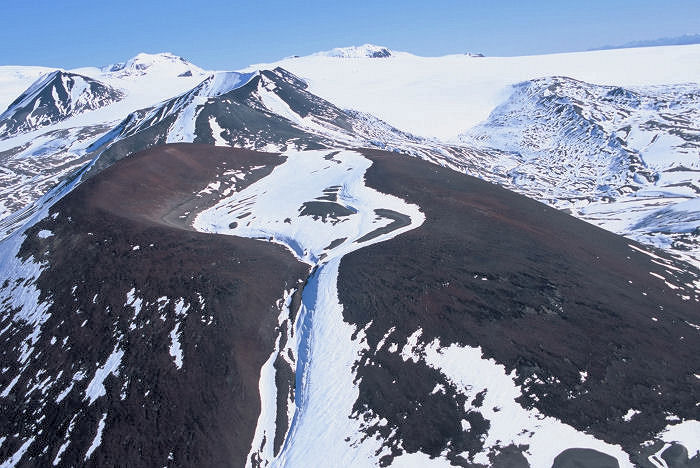
Un flanc du volcan.
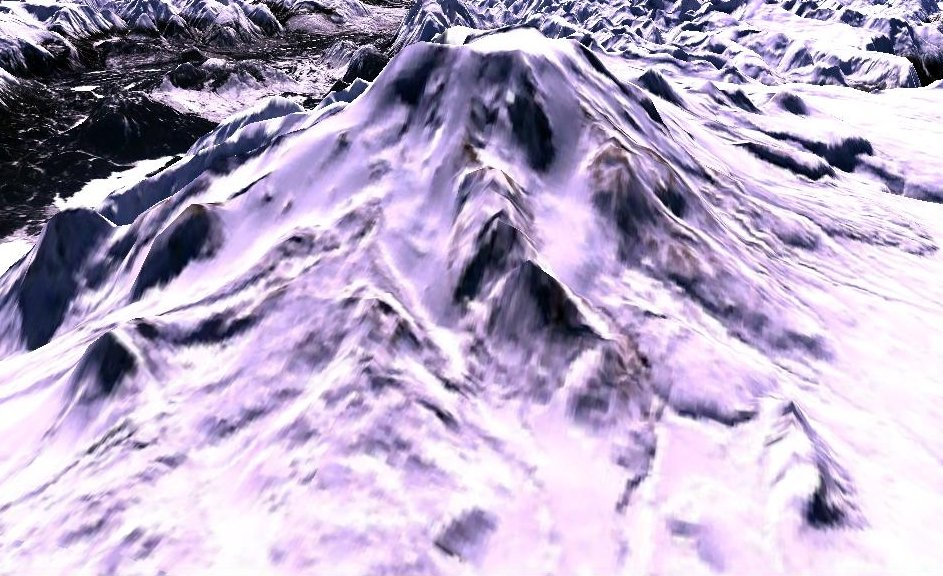
Face nord-ouest du mont Edziza.
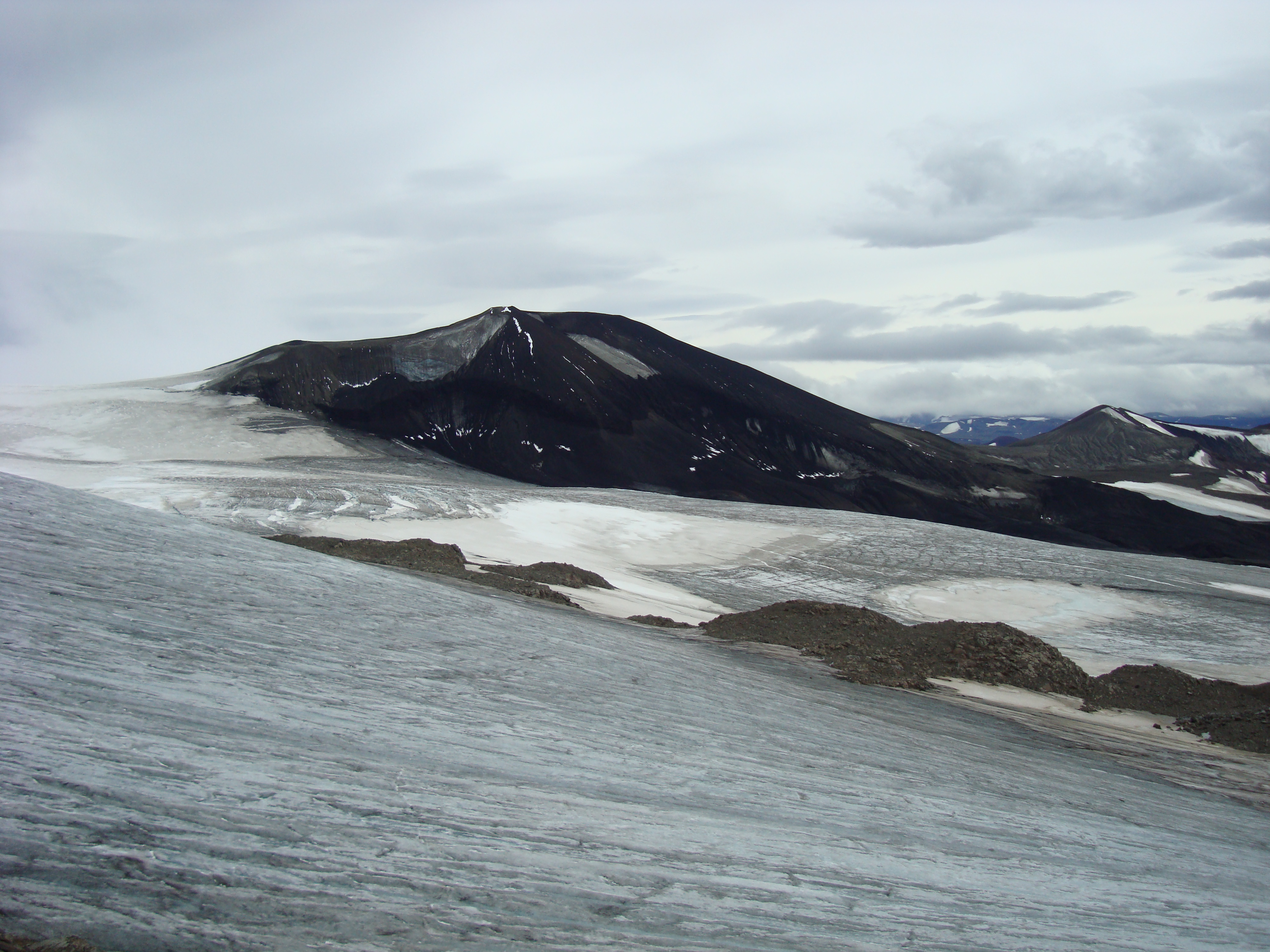
Glacier au premier plan et cône Tennena en arrière-plan.